# Norfolk Nighthawks
Die Norfolk Nighthawks waren ein Arena-Football-Team aus Norfolk (Virginia), das in der af2 spielte. Ihre Heimspiele trugen die Nighthawks im Norfolk Scope aus.

## Geschichte
Die Nighthawks wurden 1999 gegründet und starteten als eines der fünfzehn teilnehmenden Franchises an der neu gegründeten af2 im Jahr 2000. Besitzer waren die beiden mehrfachen NFL-Pro Bowler Kenny Easley und Bruce Smith.
Das erste Spiel der Franchisegeschichte wurde am 8. April 2000 bei den Tennessee Valley Vipers mit 15:48 verloren. Am Ende der Saison standen 10 Sieg und 6 Niederlagen zu Buche, was den Einzug in die Playoffs bedeutete. In der ersten Runde wurden die Jacksonville Tomcats besiegt. Erst im Halbfinale musste man sich den Quad City Steamwheelers mit 27:75 geschlagen geben.
In den folgenden drei Spielzeiten wurde jeweils die Postseason verpasst.
Nach der Saison 2003 wurden die Nighthawks aufgelöst.

## Saisonstatistiken
| Jahr | Team               | Liga | S  | N | Playoffs erreicht | Playoffrunde                                                                                  |
| ---- | ------------------ | ---- | -- | - | ----------------- | --------------------------------------------------------------------------------------------- |
| 2000 | Norfolk Nighthawks | af2  | 10 | 6 | ja                | S Viertelfinale gg. Jacksonville Tomcats 41:28 N Halbfinale gg. Quad City Steamwheelers 27:75 |
| 2001 | Norfolk Nighthawks | af2  | 7  | 9 | nein              |                                                                                               |
| 2002 | Norfolk Nighthawks | af2  | 8  | 8 | nein              |                                                                                               |
| 2003 | Norfolk Nighthawks | af2  | 8  | 8 | nein              |                                                                                               |

## Zuschauerentwicklung
| Jahr | Team               | Liga | Zuschauerdurchschnitt |
| ---- | ------------------ | ---- | --------------------- |
| 2000 | Norfolk Nighthawks | af2  | 6.387                 |
| 2001 | Norfolk Nighthawks | af2  | 4.573                 |
| 2002 | Norfolk Nighthawks | af2  | 3.858                 |
| 2003 | Norfolk Nighthawks | af2  | 4.101                 |